# Minarete de Uzgen
El minarete de Uzgen también pronunciado como Özgön Minar o Uzgend Minaret es una torre alminar del siglo XI ubicada en Uzgen, Kirguistán. 

## Arquitectura
El minarete forma parte de las antiguas ruinas de Uzgen, junto con tres mausoleos cercanos bien conservados. Es una torre troncocónica de 27,5 metros de altura, con un diámetro base de 8,5 metros, que se reduce a 6,2 metros en la parte superior.
Construida con ladrillo, consta de tres partes diferenciadas: una inferior, en forma de octaedro de 5 metros de altura; una central, cilíndrica afilada, similar a la torre de Burana al norte de Kirguistán; y la superior, con ventanas arqueadas y cúpula que es una adición relativamente reciente, construida de 1923 a 1924.

## Galería

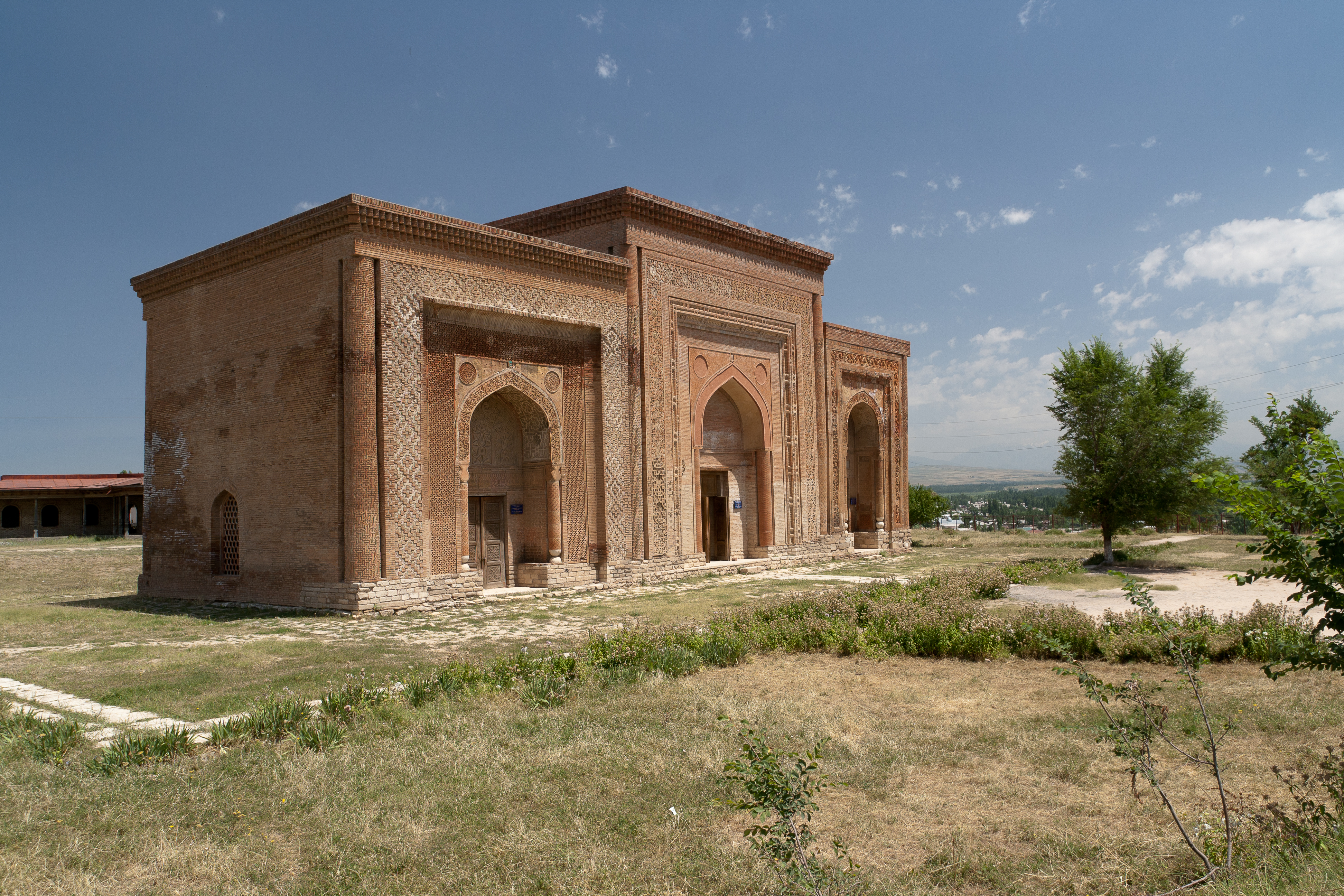
Mausoleo Karakhanid cercano al minarete.
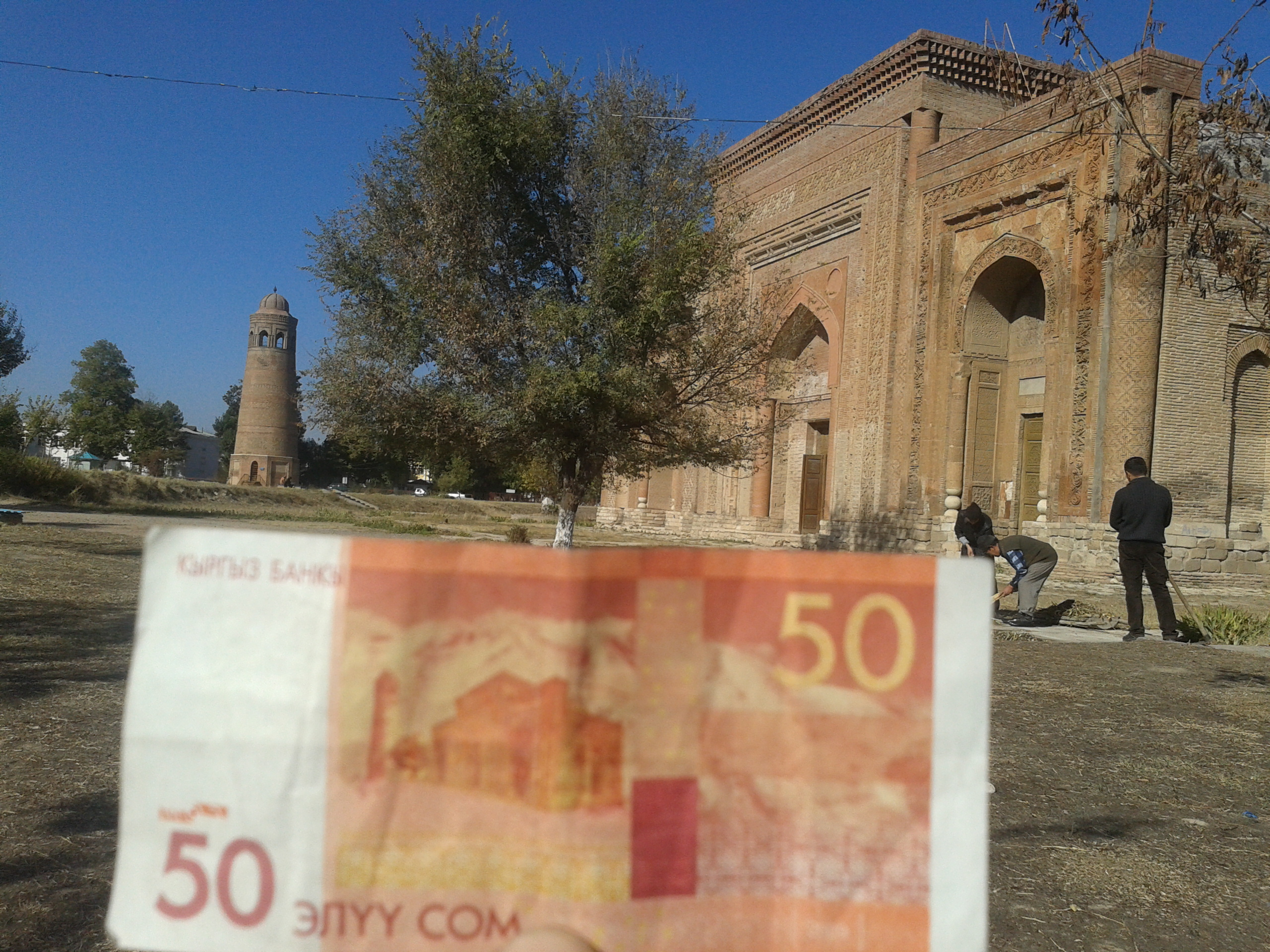
Minarete y mausoleo representados en un billete.